# Reftinskij
Reftinskij (ryska Рефтинский) är en ort i Sverdlovsk oblast i Ryssland. Folkmängden uppgår till cirka 16 000 invånare.